# 돵
돵(영어: Duang)은 중국에서 인터넷을 중심으로 널리 퍼진 의미가 불분명한 신조어이다. 2015년 3월 시나웨이보의 해시태그에서 이상 800만번 이상이 사용되었다. 성룡의 한자 표기 成龙를 위아래로 만든 한자로, 2004년 찍은 성룡의 샴푸 광고에서 나온 두왕이라는 효과음에서 유래한다.